# Anna Apostolakis
Anna Apostolakis-Gluzińska (ur. 26 kwietnia 1961 w Bielsku-Białej lub Warszawie) – polska aktorka dubbingowa i teatralna oraz reżyserka dubbingu pochodzenia greckiego.

## Życiorys
Jest absolwentką Wydziału Sztuki Lalkarskiej w Białymstoku, zamiejscowego wydziału warszawskiej Akademii Teatralnej.
Zadebiutowała w bielskim Teatrze Lalek Banialuka w 1981. W latach 1985–1994 była aktorką Teatru Dramatycznego im. Jerzego Szaniawskiego w Płocku. W 1993 otrzymała nagrodę Srebrnej Maski dla najlepszego płockiego aktora, przyznaną przez Płockie Towarzystwo Przyjaciół Teatru.
W 2019 została uhonorowana za szczególne osiągnięcia w dziedzinie dubbingu podczas Międzynarodowego Festiwalu Filmów Animowanych Animocje w Bydgoszczy.
Ma syna Wita (ur. 1997), który również jest aktorem dubbingowym.

## Filmografia
- Klan – sprzątaczka w XXIV Prywatnym Liceum w Warszawie, do którego uczęszczał m.in. Jaś Rafalski
- od 2003: Na Wspólnej – matka (odc. 706), Stefania Lisiecka (odc. 2057), kwiaciarka (odc. 2488–2489)
- 2004–2006: Kryminalni – Barbara, gospodyni księdza w Janówku (odc. 19)
- 2011: Wyjazd integracyjny – Norweżka
- 2014: Światło w sierpniu – uczestniczka pogrzebu

### Reżyser dubbingu
- 1973: Detektyw Pchełka na tropie
- 1996–2004: Hej Arnold!
- 2002: Fimbusie
- 2005: Dalej, Diego!
- 2005: Charlie i Lola
- 2007: George prosto z drzewa
- 2008–2009: Dex Hamilton – Kosmiczny entomolog
- 2009: Koralina i tajemnicze drzwi
- 2010: Nasza niania jest agentem
- 2010: Niania i wielkie bum
- 2010: Shrek Forever
- 2010: Karate Kid
- 2010: Megamocny
- 2010: Safari 3D
- 2010: Shrek ma wielkie oczy
- 2011: Przyjaciele z Kieszonkowa
- 2011: Hop
- 2011: Klub Winx
- 2011: Banany w piżamach
- 2011: Artur ratuje gwiazdkę
- 2012: Level Up
- 2012: Bunt FM
- 2012: Niesamowity Spider-Man
- 2013: Chica Vampiro. Nastoletnia wampirzyca
- 2014: Niesamowity Spider-Man 2

### Polski dubbing
- 1960–1966: Flintstonowie
- 1961–1962: Kocia ferajna
- 1965: Pinokio w kosmosie
- 1966: Człowiek zwany Flintstonem – głos + śpiew
- 1970: Aryskotraci – Frou-Frou
- 1972–1973: Nowy Scooby Doo – wykonanie piosenki
- 1973: Robin Hood
- 1976: Dwanaście prac Asteriksa
- 1976–1978: Scooby Doo
- 1984–1987: Łebski Harry
- 1986–1988: Dennis Rozrabiaka –
  - Matka Dennisa – Alice,
  - PeeBee Kappa
- 1986: Amerykańska opowieść – śpiew piosenek
- 1987: Jetsonowie spotykają Flintstonów – głos + śpiew piosenki
- 1987: Królewna Złoty Loczek – księżna Kruczowłosa
- 1988: Judy Jetson i rockersi – Felonia
- 1988–1991: Szczeniak zwany Scooby Doo – matka Daphne (odc. Robo-psiak)
- 1989–1992: Karmelowy obóz – Rick
- 1990: Filiputki
- 1990: Pinokio
- 1991: Piękna i Bestia – Szafa (dialogi)
- 1991: Przygody Syrenki – Lili
- 1991–1997: Rupert
- 1992: W 80 marzeń dookoła świata – Koki
- 1992: Tęczowe rybki
- 1992: Nowe podróże Guliwera
- 1992: Tom i Jerry: Wielka ucieczka – Jerry
- 1992–2005: Absolutnie fantastyczne – lektor
- 1992–1997: X-Men – Jean Grey, lady Bova
- 1993: Podróż do serca świata – Sarina
- 1993: Yabba Dabba Do!
- 1994: Bodzio – mały helikopter
- 1994: Superświnka
- 1994–1996: Iron Man: Obrońca dobra – Hipnozja
- 1994–1998: Spider-Man – Miranda Wilson
- 1995: Skarbczyk najpiękniejszych bajek
- 1995–2000: Przyjaciele – Monica
- 1995: Głupi i głupszy
- 1995: Dzieciaki do wynajęcia – Valerie Syracus
- 1995: Rob Roy
- 1995: Księżniczka Tenko
- 1995–2001: Star Trek: Voyager jako B’Elanna Torres
- 1995–2001: Mały Miś
- 1995–1998: Pinky i Mózg
- 1995–1996: Maska –
  - Kronos (odc. De ja vu),
  - Madam Suspiria, rebeliantka,
  - Cecylia Hermetyczna
- 1996–1997: Kacza paczka
- 1996–1998: Kacper – Pola
- 1997–1998: Przygody Olivera Twista
- 1998: Król lew II: Czas Simby – dorosła Vitani
- 1998–2004: Atomówki – Walka przed Gwiazdką
- 1998: Rudolf czerwononosy renifer – Chórki
- 1998: Farma pełna strachów
- 1998: Eerie, Indiana: Inny wymiar – Dolly Smith
- 1998–1999: Zły pies – Vick Potanski
- 1998–2000: I pies, i wydra – wykonanie piosenek
- 1999–2002: Baśnie Braci Grimm: Simsala Grimm –
  - Królowa (odc. 5),
  - Melvin (odc. 12),
  - Weszka (odc. 14),
  - Nobella (odc. 22)
- 1999–2002: Chojrak – tchórzliwy pies
- 1999: Ed, Edd i Eddy – Majka Ohydka
- 1999: Muppety z kosmosu
- 1999: Asterix i Obelix kontra Cezar – żona Długowieczniksa
- 1999: Tryumf Pana Kleksa
- 1999: Pokémon: Film pierwszy – Zemsta Mewtwo – Miranda
- 1999–2001: Dzieciaki z klasy 402 – pani Graves
- 2000: Pełzaki w Paryżu
- 2000: Nowe szaty króla
- 2000–2003: Weterynarz Fred
- 2000: Błyśnij-błyskula – Tigs
- 2000: Chris Colorado – Rebecca Woonq
- 2000–2002: Owca w Wielkim Mieście – wykonanie piosenki w odcinku 21
- 2000–2003: X-Men: Ewolucja – Ororo / Sztorm
- 2000–2006: Hamtaro – wielkie przygody małych chomików – Bijou
- 2001–2002: Jak dwie krople wody
- 2001–2002: Café Myszka
- 2001–2002: Cubix – Wykonanie piosenki
- 2001–2002: Power Rangers Time Force – Katie Walker/Żółty Time Force Ranger
- 2001: Wakacje: żegnaj szkoło
- 2001: Pokémon 3: Zaklęcie Unown – Wykonanie piosenki
- 2001: Harry Potter i Kamień Filozoficzny –
  - Gruba Dama,
  - Sprzedawczyni w Expressie Hogwart
- 2001–2003: Zło w potrawce – Max Dziarski
- 2001: Małe zoo Lucy
- 2001–2007: Mroczne przygody Billy’ego i Mandy –
  - Budyń,
  - Mindy,
  - Nauczycielka – pani Butterbean,
  - Junior (odc. Syn Nergala),
  - Sperg (odc. Billy i tyran),
  - Lazlow (odc. Szatan to nie całkiem przyjaciel),
  - Nigel Planter (odc. Szkoła czarów Ropucha),
  - Narzeczona Frankensteina (odc. Dom starców),
  - Chłopiec z marketu (odc. Billy i Mandy ratują Święta),
  - Uwula (odc. Konflikt mętnych interesów),
  - Pracownica urzędu pracy (odc. Panuj nad gniewem),
  - Dzieciak z Meksyku (odc. Dzień Zmarłych)
- 2001–2004: Samuraj Jack –
  - Dzieciak (odc. 13),
  - Wróżka (odc. 15),
  - Pani Klench (odc. 29),
  - Wiedźma (odc. 30)
- 2002–2005: Baśnie i bajki polskie –
  - Dziecko,
  - Waluś,
  - Pokojówka,
  - Jasio,
  - Błażej,
  - Gospodyni,
  - Straganiarka
- 2002: Mistrzowie kaijudo – Rekuta
- 2002–2003: He-Man i władcy wszechświata
- 2002–2004: Pan Andersen opowiada
- 2002–2008: Kryptonim: Klan na drzewie –
  - Babcia Futruj,
  - Mama Ruperta (M.I.N.I.G.O.L.F.)
- 2002: Epoka lodowcowa
- 2002: Barbie jako Roszpunka – Gothel
- 2002: Krówka Mu Mu – Pakuś
- 2002: Tego już za wiele
- 2002: Karlsson z dachu
- 2002: Planeta skarbów
- 2002: Śnięty Mikołaj 2 – Tracy
- 2002: Naruto –
  - Inari,
  - Temari (I seria),
  - Moegi (III seria)
- 2002: Kim Kolwiek – Rufus
- 2002: Power Rangers Time Force – Katie
- 2003: Rayman 3 –
  - Begoniaxa,
  - Rusałki,
  - Toots
- 2003: Dobry piesek – Balbina
- 2003: Fałszywa dwunastka – Diana Philips
- 2003: Jakub Jakub – Mama Florence
- 2003: Lloyd w kosmosie
- 2003: Ghost Master
- 2003: Scooby Doo i meksykański potwór
- 2003: Robociki – Kropka
- 2003: O rety! Psoty Dudusia Wesołka –
  - Mela (serie 1-3),
  - Ferdek (seria 4)
- 2003: Dzieci pani Pająkowej ze Słonecznej Doliny
- 2003–2004: Megas XLR – Komputer Skalgara (odc. 24)
- 2003–2006: Świat Raven
- 2003–2007: Kod Lyoko – Jeremy Belpois
- 2003–2007: Wojownicze Żółwie Ninja –
  - Renet (odc. 69),
  - Methania Fitts (odc. 72),
  - Tomoe Ame (odc. 74)
- 2004: Atomowa Betty – Bernadetta, mama Betty
- 2004: Gwiezdne jaja: Część I – Zemsta świrów – senator Leon
- 2004: Żony ze Stepford – Bobbie Markowitz
- 2004: Super Robot Monkey Team Hyperforce Go!
- 2004: Dom dla Zmyślonych Przyjaciół pani Foster – Koko
- 2004: Pamiętnik księżniczki 2: Królewskie zaręczyny – Brigita
- 2004: 6 w pracy – Stanley
- 2004: Ekspres polarny
- 2004: Niezwykłe ranki Marcina Ranka
- 2004: Wyprawa po świąteczne pisanki
- 2004: Rogate ranczo
- 2004: Garfield
- 2004: Król lew 3: Hakuna matata – zwierzęta / surykatka
- 2004: Przygody Lisa Urwisa
- 2004–2005: Friday Wear – redaktorka i szefowa HAPPY FEW
- 2004–2006: Liga Sprawiedliwych bez granic – Lisica
- 2004–2007: Leniuchowo – Pixel
- 2004: Wybraniec smoka – Lance
- 2004: Clifford: Wielka przygoda – Dorottie
- 2005: Tom i Jerry: Misja na Marsa
- 2005: Tom i Jerry: Szybcy i kudłaci
- 2005: Rycerz z Cyber Baśni – Ping
- 2005: B-Daman – Miaumigos, Bull
- 2005: Transformerzy: Cybertron – Override
- 2005: Charlie i fabryka czekolady – pani Gloop
- 2005: Garbi: super bryka
- 2005: Aloha, Scooby Doo – burmistrz Molly Quinn
- 2005: Roboty – Loretta
- 2005: King Kong: Władca Atlantydy – Zila
- 2005: Barbie i magia pegaza – Troll / Żona 2
- 2005: Jan Paweł II: Nie lękajcie się – matka
- 2005: Ufolągi – nauczycielka
- 2005: Harcerz Lazlo – Amber
- 2005: Strażackie opowieści – inspektorka
- 2005–2008: Ben 10 –
  - Dzieciak z lodami (odc. 42),
  - Odmłodzony Ben (odc. 42),
  - Matka Joela (odc. 43),
  - Mama Gaterboya i Jeżozwierza (odc. 45)
- 2005-do dziś: Kod Lyoko – Jeremy Belpois
- 2006: Stefan Malutki – Dziunia Myszkojarska
- 2006: Świat małej księżniczki
- 2006: Noc w muzeum
- 2006: Wiewiórek – Antek
- 2006: Tom i Jerry: Piraci i kudłaci
- 2006: Skok przez płot
- 2006: Dżungla – Mama
- 2006: Galactik Football – Maja, Keira
- 2006: Fantastyczna Czwórka –
  - Pani Monet (odc. 5, 7, 17, 25),
  - Właściciel psa Rufusa (odc. 6),
  - Dziennikarka (odc. 18),
  - Kosmici (odc. 26),
  - różne głosy
- 2006: Epoka lodowcowa 2: Odwilż
- 2006: Team Galaxy – kosmiczne przygody galaktycznej drużyny – Brett
- 2006: Happy Feet: Tupot małych stóp – pani Viola
- 2006: Wymiennicy – Todd Daring
- 2006: Kudłaty i Scooby Doo na tropie – pani Kot (odc. 13)
- 2006: Kto to? Co to? – Mama
- 2006: Heroes of Might and Magic V
- 2006: Sposób na rekina – Mumy
- 2006: Wpuszczony w kanał
- 2006: Storm Hawks
- 2006: Zawiadowca Ernie – Circle
- 2006: Krowy na wypasie – Etta
- 2007: Simpsonowie: Wersja kinowa
- 2007: Tom i Jerry: Dziadek do orzechów
- 2007: Złoty kompas
- 2007: Wiedźmin – elfka z miasta, babula, dziwka, błękitnooka
- 2007: Alvin i wiewiórki
- 2007: Mali farmerzy – Sam
- 2007: Supercyfry – Cyfra 0 / Cyfra 1 / Cyfra 2 / Cyfra 7
- 2007: Fisia i Benio prezentują – Fisia
- 2007: Szpiegowska rodzinka – Mama Marcy (odc. 16)
- 2007: George prosto z drzewa
- 2007: Chowder – Chowder
- 2007: Truskawkowe Ciastko – Jagodowy Placek
- 2007–2015: Fineasz i Ferb – Baljeet Tjinder
- 2007: ICarly –
  - Aktorka z filmu (odc. 1),
  - Starsza pani (odc. 2),
  - Babcia Jake (odc. 4),
  - Właścicielka (odc. 7),
  - Babcia Nevela (odc. 11),
  - Mama Wade Collinsa (odc. 37),
  - Instruktorka (odc. 42)
- 2007: Skunks Fu
- 2007: Zajączkowo
- 2007: Klub Winx – tajemnica zaginionego królestwa – Belladonna
- 2008: WALL·E
- 2008: Niezwykła piątka na tropie
- 2008: Mów mi Dave
- 2008: Łowcy smoków
- 2008: Garfield: Festyn humoru – Mama / Betty
- 2008: Dzielny Despero – Pani Tilling
- 2008: Batman: Odważni i bezwzględni – Manface
- 2008: Heroes of Might and Magic V: Dzikie hordy – Kujin
- 2009: Dzieci Ireny Sendlerowej
- 2009: Dragon Age: Początek
- 2010: K-9
- 2010: Klub Winx – Nebula (sezon 4)
- 2010: Bystre Oko
- 2010: Pieskie życie – mama Rondela
- 2010: Więźniowie wyobraźni – Koko
- 2010: Czarodziejka Lili: Smok i magiczna księga – Pani Grach
- 2010: Geronimo Stilton – Zofia Myszmousen
- 2010: Arcania – Murdra
- 2010: Powodzenia, Charlie! – Pani Dabney
- 2010: Kapitan Biceps – Mama Elmera
- 2011: Scooby Doo i brygada detektywów – Mama Velmy (odc. 1, 2, 8, 10-12, 16, 20, 22-23, 26, 42)
- 2011: Bąbelkowy świat gupików – Nonny
- 2011: My Little Pony: Przyjaźń to magia – Applejack (nieaktualne)
- 2011: Wiedźmin 2: Zabójcy królów – Ylona, Malget
- 2011: Koszmarny Karolek – dyrektorka
- 2011: The Elder Scrolls V: Skyrim – Astrid
- 2012: Risen 2: Dark Waters
- 2013: Sly Cooper: Złodzieje w czasie – Ms. Decibel
- 2013: Psi patrol – Marshall
- 2014: Klub Winx – Eldora
- 2014: Winx Club: Tajemnica morskich głębin – Politea
- 2015: Alicja – dziewczyna Wszechświat – Genna (oryg. Polya)
- 2018: Prawo Milo Murphy’ego – Baljeet Tjinder
- 2019: Jakub, Mimmi i gadające psy –
  - Roll,
  - pani Schmidt,
  - Molly Mcqueen,
  - Lady,
  - motorniczyni,
  - kobieta,
  - policjantka,
  - gwary
- 2020: Zwariowane melodie: Kreskówki – Mama Szponka (odc. 6a, 42c)
- 2020: Fineasz i Ferb: Fretka kontra Wszechświat – Baljeet Tjinder
- 2024: Mecha Builders – Babcia